# Свети Јаков Алфејев
Свети апостол Јаков је рођен у Галилеји, син је Алфејев и један од дванаест великих апостола. Он је рођени брат апостола и јеванђелиста Матеја. Сведок је речи и чудеса Исуса Христа. Био је и сведок Његовог страдања, Васкрсења и Вазнесења.
Апостол Јаков је проповедао Јеванђеље Христово у Елевтеропољу и околним местима, потом и у Мисиру. Са великом силом преносио је благовест о једном Богу, рушећи идолопоклонство, изгонећи демоне из људи, лечећи сваку болест именом Исуса Христа. Његов труд и његова ревност крунисани су великим успехом. Многи незнабошци поверовали су у Христа Господа, цркве се основале и уредиле, свештеници и епископи поставили. Пострада у Мисиру у граду Острацину где је осуђен на смрт каменовањем зато што није хтео да се одрекне Исуса.
Слави се 9. октобра по старом календару одн. 22. октобра по новом.